# Artchi
L'artchi est une langue caucasienne du groupe des langues lezgiques de la famille des langues nakho-daghestaniennes, parlée par environ 970 personnes au Daghestan (Russie), plus précisément à Artchib, village du raïon Tcharodinsky.

## Phonologie

### Système consonantique
- L'artchi compte 70 consonnes.

### Système vocalique
- Voyelles courtes : [a] [e] [i] [ə] [ɔ] [o] [u]
- Voyelles longues : [aː] [eː] [iː] [oː] [uː]

## Morphologie

### Classes nominales
L'artchi possède huit classes nominales.

## sources
- (ru) A.E. Кибрик Apчинский язык, dans Языки мира, Кавказские языки, Moscou, Izd. Academia, 1999  (ISBN 5-87444-079-8)